# ایمنی‌زایی
در علم ایمنی‌شناسی فاکتورها یا عواملی وجود دارند که یک ایمونولوژیست می‌تواند با استفاده از آن‌ها قبل از ورود یک آنتی‌ژن به بدن انسان میزان تحریک دستگاه ایمنی توسط آن آنتی‌ژن را به‌دست آورد. عوامل که در اینجا به اختصار به معرفی آن‌ها می‌پردازیم عبارت‌اند از:
1. بیگانه بودن ماده برای بدن
2. ساختمان ژنتیکی میزبان
3. مصرف مواد همراه یا آدجوانت
4. شکل آنتی‌ژن
5. بار الکتریکی آنتی‌ژن
6. چرخش نوری
7. ترکیب شیمیایی یا ماهیت آنتی‌ژن
8. اندازهٔ مولکولی آنتی‌ژن
9. مقدار آنتی‌ژن
10. راه ورود آنتی‌ژن
11. جدول تزریقات
12. وابستگی آنتی‌ژن به لنفوسیت تی
13. جنس میزبان

## بیگانه بودن ماده برای بدن
هر چقدر ساختمان آنتی‌ژن با ساختمان مولکولی بدن میزبان تفاوت داشته باشد پاسخ دستگاه ایمنی به آن قوی‌تر خواهد بود و بالعکس

## ساختمان ژنتیکی میزبان
گاهی شخصی دارای ژنتیک خاصی است که در برابر یک آنتی‌ژن خاص پاسخ نمی‌دهد یا یک آنتی‌ژن بیماری‌زا در بدن او توان بیماری‌زایی ندارد. مانند مقاومت افراد ناقل ژن کم‌خونی داسی‌شکل در برابر بیماری مالاریا

## مصرف مواد همراه یا آدجوانت
این مواد اکثراً برای قوی‌تر کردن تأثیر واکسن‌هایی که ایمونوژن ضعیفی هستند همراه با آن‌ها تزریق می‌شوند. معروف‌ترین آدجوانت، آدجوانت کامل فروند است که متشکل است از روغن معدنی، آب و میکروب کشتهٔ سل. آدجوانت ناکامل فروند فاقد میکروب کشته شدهٔ سل است. آدجوانت‌ها با جلوگیری از تخریب زودهنگام آنتی‌ژن، افزایش فعالیت ماکروفاژها و لنفوسیت‌ها، ایجاد التهاب موضعی، افزایش دوام آنتی‌بادی در خون عمل می‌کند.
آدجوانت‌ها با افزایش اثر آنتی‌ژن در خیلی از موارد سبب کاهش هزینه‌های ساخت واکسن می‌شوند و از این باب مقرون به صرفه‌اند.

## شکل آنتی‌ژن
اپی‌توپ‌هایی که در زوایای آنتی‌ژن واقع شده‌اند انعطاف بیشتری دارند و بیشتر دستگاه ایمنی را تحریک می‌کنند. آنتی‌ژن‌های غیرمحلول و ذره‌ای و همچنین آنتی‌ژن‌های کروی‌شکل (در مقایسه با رشته‌ای) به میزان بیشتری دستگاه ایمنی را تحریک می‌کنند.

## بار الکتریکی آنتی‌ژن
هر چه بار الکتریکی یک آنتی‌ژن بیشتر باشد به شرط در دسترس بودن اپی‌توپ‌های آن قدرت تحریک ایمنی آن‌ها بیشتر است. در مواردی مانند دکستران آنتی‌ژن کاملاً فاقد بار الکتریکی است. همچنین اگر بار الکتریکی آنتی‌ژنی مثبت یا منفی باشد بار پادتن آن مخالف بار الکتریکی آن است.

## چرخش نوری
بدن بیشتر اوقات به فرم L ترکیبات آنتی‌ واکنش نشان می‌دهد و در برابر فرم D مقاومت نشان می‌دهد. این ویژگی می‌تواند در ساخت داروهایی که آلرژی ایجاد می‌کنند مانند پنی‌سیلین‌ها مورد توجه قرار گیرد.

## ترکیب شیمیایی یا ماهیت آنتی‌ژن
به‌طور کلی آنتی‌ژن‌های محلول در آب (پروتئین وکربوهیدرات) دستگاه ایمنی را بهتر تحریک می‌کنند تا آنتی‌ژن‌های محول در چربی (لیپید‌ها و اسیدهای نوکلئیک).

## اندازهٔ مولکولی آنتی‌ژن
هر چقدر که یک آنتی‌ژن سنگین‌تر باشد، دستگاه ایمنی را بیشتر تحریک می‌کند. معمولاً آنتی‌ژن‌های دارای جرم مولکولی کمتر از ۱۰۰۰۰ دالتون دستگاه ایمنی را تحریک نمی‌کنند.

## مقدار آنتی‌ژن
هر چقدر که میزان آنتی‌ژن وارد شده بیشتر باشد پاسخ ایمنی در برابر آن نیز با شدت بیشتری خواهد بود.

## راه ورود آنتی‌ژن
از آنجایی که نحوهٔ آرایش دستگاه ایمنی در نقاط مختلف بدن متفاوت است، پاسخ ایمنی بر اساس نحوهٔ ورود آنتی‌ژن نیز متفاوت خواهد بود. به عنوان مثال در صورتی که تزریق داخل جلدی باشد بدن در پاسخ IgG تولید می‌کند و اگر داخل صفاقی باشد آنتی‌بادی تولید شده بیشتر IgE خواهد بود. همچنین پاسخ ایمنی در تزریق وریدی شدیدتر از سایر حالت‌ها است.

## جدول تزریقات
اگر یک آنتی‌ژن به دفعات و به صورت متوالی وارد بدن شخص شود، ایمنی فعال در مقابل آن به خوبی تشکیل نخواهد شد؛ بنابراین در واکسیناسیون باید فاصلهٔ مناسبی بین تزریقات قرار داده شود.

## وابستگی آنتی‌ژن به سلول‌های تی
لنفوسیت‌های نوع بی برای شناسایی آنتی‌ژن نیاز به معرفی آنتی‌ژن با کمک لنفوسیت‌های تی دارند؛ بنابراین به آن دسته از آنتی‌ژن‌ها که برای مقابله با آن‌ها به هر دو دسته لنفوسیت نیاز است.

## جنسیت میزبان
از آنجا که سنتز آنتی‌بادی در بدن زنان بیشتر است زنان نسبت به عفونت‌های چرک‌زا مقاوم‌تر هستند. در مقابل در مردان شدت واکنش‌های ازدیاد حساسیت تأخیری کمتر است؛ بنابراین کمتر به بیماری‌های خودایمنی دچار می‌شوند. این یعنی بیماری‌های خودایمنی در زنان بیشتر است.